# Zenta Mauriņa
(Zenta Mauriņa Raudive, Perché il rischio è bello)
Zenta Mauriņa (Liepāja, 15 dicembre 1897 – Bad Krozingen, 25 aprile 1978) è stata una scrittrice lettone.

## Biografia
Zenta Mauriņa Raudive nacque a Libau (Lettonia) nel 1897 da padre lettone e da madre tedesca; all'età di cinque anni fu colpita da poliomielite spinale che la costrinse ad usare la sedia a rotelle per tutta la vita. Nonostante questa menomazione, frequentò le scuole superiori e poi l'università a Riga. Lei stessa ha narrato le vicende della prima parte della sua vita in Il lungo viaggio, dove racconta la dura lotta con la malattia e l'abbraccio vivificante con la natura, la musica, la cultura ed il mondo.
Nel 1938 fu la prima donna nel suo paese ad ottenere la libera docenza in filosofia. Incontrò e conobbe pensatori famosi, compì viaggi di studio a Vienna, Parigi ed in Italia, entusiasmandosi in particolare per Dante. Nel 1940 la sua patria, la Lettonia, venne invasa prima dai sovietici e l'anno successivo dai tedeschi. Fu perciò costretta a fuggire e trovò ospitalità in Svezia dove insegnò all'università di Uppsala. Nel 1965 si stabilì a Bad Krozingen in Germania dove morì nel 1978.
Insignita di un gran numero di premi, ha lasciato più di venti volumi in lingua tedesca: opere autobiografiche, saggi letterari, racconti. Molti dei suoi scritti sono stati tradotti in numerose lingue.
Fu sposata con il romanziere e filosofo Konstantin Raudive, pioniere della psicofonia.
Potente indagatrice dell'indole umana, utilizza gli strumenti della cultura, in prevalenza la letteratura e la filosofia, per tratteggiarne l'immagine reale ed ideale. Attinge perciò alla sua cultura, che non conosce limiti di confini sia spaziali che  temporali (dalla Bibbia ad Esiodo e Omero; da Epicuro a Spinoza a Schopenhauer a Bonhoeffer ad Heidegger). D'altra parte è suo intento  di gettare ponti tra le diverse tradizioni culturali onde creare le basi per un'armonia tra i popoli, presupposto indispensabile per la pace. Alla profondità e vastità del pensiero fa da corroborante uno stile incisivo e nel contempo esuberante, espressione di uno spirito alto e forte.

## Opere tradotte in italiano
Opere tradotte da Paola Giovetti ed edite dalle Edizioni Paoline di Torino:
- Il lungo viaggio
- Perché il rischio è bello
- Le catene si spezzano
- Saggi sull'amore e sulla morte
- Briciole di speranza
- Briciole di vita e di speranza. Pensieri sul senso della vita
- Dostoevskij. Creatore di uomini e cercatore di Dio